# Методистская церковь в Бенине
Методистская церковь в Бенине (Eglise Protestante Methodiste du Benin) — христианская деноминация в Бенине. Церковь была основана методистским миссионером и колониальным чиновником в Западной Африке Томасом Берчем Фрименом в 1843 году. Он был направлен в страну Методистским миссионерским обществом в Лондоне. Фримен был сыном освобожденного раба.
Методистская церковь в Бенине состоит из 15 синодов. Её деятельность охватывает все регионы страны. В 420 общинах насчитывается около 90 000 членов и 72 рукоположенных пастора.
В 2023 году президентом церкви стал Кпонджесу Амос Хоунса из Котону.